# Heliotropium szovitsii
Heliotropium szovitsii är en strävbladig växtart som först beskrevs av John Stevenson, och fick sitt nu gällande namn av Stscheg. Heliotropium szovitsii ingår i Heliotropsläktet som ingår i familjen strävbladiga växter. Inga underarter finns listade i Catalogue of Life.